# Liste des planètes mineures (818001-819000)
Voici la liste des planètes mineures numérotées de 818001 à 819000. Les planètes mineures sont numérotées lorsque leur orbite est confirmée, ce qui peut parfois se produire longtemps après leur découverte. Elles sont classées ici par leur numéro.

## Planètes mineures 818001 à 819000
- (818001) 2013 AJ202
- (818002) 2013 AV204
- (818003) 2013 AZ204
- (818004) 2013 AQ205
- (818005) 2013 AZ205
- (818006) 2013 AC210
- (818007) 2013 AE210
- (818008) 2013 AY211
- (818009) 2013 BX1
- (818010) 2013 BG8
- (818011) 2013 BL16
- (818012) 2013 BZ19
- (818013) 2013 BQ24
- (818014) 2013 BG25
- (818015) 2013 BG27
- (818016) 2013 BA32
- (818017) 2013 BC45
- (818018) 2013 BK45
- (818019) 2013 BL46
- (818020) 2013 BQ48
- (818021) 2013 BW48
- (818022) 2013 BT49
- (818023) 2013 BZ51
- (818024) 2013 BL53
- (818025) 2013 BE59
- (818026) 2013 BK59
- (818027) 2013 BQ59
- (818028) 2013 BH88
- (818029) 2013 BO88
- (818030) 2013 BJ91
- (818031) 2013 BF92
- (818032) 2013 BO94
- (818033) 2013 BV94
- (818034) 2013 BY94
- (818035) 2013 BS95
- (818036) 2013 BZ100
- (818037) 2013 BQ101
- (818038) 2013 BW101
- (818039) 2013 BQ106
- (818040) 2013 BR109
- (818041) 2013 CL
- (818042) 2013 CO12
- (818043) 2013 CR16
- (818044) 2013 CQ19
- (818045) 2013 CU20
- (818046) 2013 CX27
- (818047) 2013 CZ27
- (818048) 2013 CV51
- (818049) 2013 CU75
- (818050) 2013 CH82
- (818051) 2013 CY85
- (818052) 2013 CR88
- (818053) 2013 CH90
- (818054) 2013 CW91
- (818055) 2013 CT97
- (818056) 2013 CR108
- (818057) 2013 CD109
- (818058) 2013 CN115
- (818059) 2013 CM136
- (818060) 2013 CT150
- (818061) 2013 CS152
- (818062) 2013 CX158
- (818063) 2013 CR163
- (818064) 2013 CZ166
- (818065) 2013 CZ167
- (818066) 2013 CD175
- (818067) 2013 CQ187
- (818068) 2013 CV201
- (818069) 2013 CH206
- (818070) 2013 CA208
- (818071) 2013 CU209
- (818072) 2013 CF215
- (818073) 2013 CP216
- (818074) 2013 CM219
- (818075) 2013 CK227
- (818076) 2013 CX229
- (818077) 2013 CG230
- (818078) 2013 CW231
- (818079) 2013 CG232
- (818080) 2013 CW233
- (818081) 2013 CQ234
- (818082) 2013 CT234
- (818083) 2013 CE235
- (818084) 2013 CY236
- (818085) 2013 CS238
- (818086) 2013 CA243
- (818087) 2013 CL243
- (818088) 2013 CT246
- (818089) 2013 CE255
- (818090) 2013 CN257
- (818091) 2013 CP259
- (818092) 2013 CQ259
- (818093) 2013 CV261
- (818094) 2013 CA269
- (818095) 2013 DM
- (818096) 2013 DW5
- (818097) 2013 DP6
- (818098) 2013 DR12
- (818099) 2013 DC14
- (818100) 2013 DE21
- (818101) 2013 DP22
- (818102) 2013 EG4
- (818103) 2013 EZ8
- (818104) 2013 EQ12
- (818105) 2013 EJ15
- (818106) 2013 EX17
- (818107) 2013 EH34
- (818108) 2013 EK34
- (818109) 2013 EH39
- (818110) 2013 EK64
- (818111) 2013 EX64
- (818112) 2013 EV80
- (818113) 2013 EQ82
- (818114) 2013 EQ95
- (818115) 2013 ES96
- (818116) 2013 EO103
- (818117) 2013 EO104
- (818118) 2013 EV104
- (818119) 2013 EE128
- (818120) 2013 EW129
- (818121) 2013 EY134
- (818122) 2013 EP137
- (818123) 2013 EA139
- (818124) 2013 EX143
- (818125) 2013 EW154
- (818126) 2013 EZ160
- (818127) 2013 EO161
- (818128) 2013 EF163
- (818129) 2013 EA174
- (818130) 2013 ED174
- (818131) 2013 EU175
- (818132) 2013 EL176
- (818133) 2013 EO177
- (818134) 2013 EG185
- (818135) 2013 EL190
- (818136) 2013 FT
- (818137) 2013 FL2
- (818138) 2013 FL15
- (818139) 2013 FC16
- (818140) 2013 FE30
- (818141) 2013 FU32
- (818142) 2013 FD35
- (818143) 2013 FZ37
- (818144) 2013 FM41
- (818145) 2013 GB1
- (818146) 2013 GD2
- (818147) 2013 GD8
- (818148) 2013 GF8
- (818149) 2013 GG11
- (818150) 2013 GQ28
- (818151) 2013 GF30
- (818152) 2013 GU34
- (818153) 2013 GZ34
- (818154) 2013 GB35
- (818155) 2013 GS38
- (818156) 2013 GN40
- (818157) 2013 GU59
- (818158) 2013 GE60
- (818159) 2013 GL65
- (818160) 2013 GU71
- (818161) 2013 GC73
- (818162) 2013 GV74
- (818163) 2013 GO75
- (818164) 2013 GJ80
- (818165) 2013 GU80
- (818166) 2013 GZ85
- (818167) 2013 GU100
- (818168) 2013 GH103
- (818169) 2013 GP104
- (818170) 2013 GY112
- (818171) 2013 GJ115
- (818172) 2013 GN123
- (818173) 2013 GG127
- (818174) 2013 GB129
- (818175) 2013 GX134
- (818176) 2013 GQ135
- (818177) 2013 GR140
- (818178) 2013 GX142
- (818179) 2013 GY142
- (818180) 2013 GH147
- (818181) 2013 GN147
- (818182) 2013 GV148
- (818183) 2013 GN149
- (818184) 2013 GS149
- (818185) 2013 GX149
- (818186) 2013 GR150
- (818187) 2013 GS150
- (818188) 2013 GN152
- (818189) 2013 GM161
- (818190) 2013 GL162
- (818191) 2013 GT163
- (818192) 2013 GL169
- (818193) 2013 HY1
- (818194) 2013 HC3
- (818195) 2013 HB7
- (818196) 2013 HX11
- (818197) 2013 HN13
- (818198) 2013 HN17
- (818199) 2013 HS29
- (818200) 2013 HZ29
- (818201) 2013 HA31
- (818202) 2013 HX34
- (818203) 2013 HH36
- (818204) 2013 HQ40
- (818205) 2013 HW41
- (818206) 2013 HB42
- (818207) 2013 HN48
- (818208) 2013 HM53
- (818209) 2013 HY56
- (818210) 2013 HC57
- (818211) 2013 HV66
- (818212) 2013 HQ67
- (818213) 2013 HQ69
- (818214) 2013 HB76
- (818215) 2013 HF88
- (818216) 2013 HX89
- (818217) 2013 HS90
- (818218) 2013 HE117
- (818219) 2013 HG125
- (818220) 2013 HK126
- (818221) 2013 HG127
- (818222) 2013 HR128
- (818223) 2013 HH129
- (818224) 2013 HK133
- (818225) 2013 HS136
- (818226) 2013 HZ140
- (818227) 2013 HD142
- (818228) 2013 HK143
- (818229) 2013 HM144
- (818230) 2013 HJ158
- (818231) 2013 HJ160
- (818232) 2013 HO162
- (818233) 2013 HW162
- (818234) 2013 HX162
- (818235) 2013 HZ162
- (818236) 2013 HW163
- (818237) 2013 HX163
- (818238) 2013 JP6
- (818239) 2013 JJ10
- (818240) 2013 JV11
- (818241) 2013 JN15
- (818242) 2013 JF17
- (818243) 2013 JB21
- (818244) 2013 JD24
- (818245) 2013 JT25
- (818246) 2013 JS28
- (818247) 2013 JE30
- (818248) 2013 JX32
- (818249) 2013 JV34
- (818250) 2013 JT38
- (818251) 2013 JX47
- (818252) 2013 JJ51
- (818253) 2013 JW52
- (818254) 2013 JE53
- (818255) 2013 JN68
- (818256) 2013 JO68
- (818257) 2013 JP68
- (818258) 2013 JY69
- (818259) 2013 JZ69
- (818260) 2013 JY71
- (818261) 2013 JA72
- (818262) 2013 JF72
- (818263) 2013 JL77
- (818264) 2013 JJ78
- (818265) 2013 JK78
- (818266) 2013 JT83
- (818267) 2013 KU2
- (818268) 2013 KK7
- (818269) 2013 KZ9
- (818270) 2013 KA10
- (818271) 2013 KJ11
- (818272) 2013 KS11
- (818273) 2013 KN17
- (818274) 2013 KY19
- (818275) 2013 KH20
- (818276) 2013 KR20
- (818277) 2013 KX20
- (818278) 2013 LO2
- (818279) 2013 LB6
- (818280) 2013 LR7
- (818281) 2013 LS13
- (818282) 2013 LF29
- (818283) 2013 LY37
- (818284) 2013 LA38
- (818285) 2013 LY39
- (818286) 2013 LB45
- (818287) 2013 LL47
- (818288) 2013 MF2
- (818289) 2013 MO5
- (818290) 2013 MV5
- (818291) 2013 MJ8
- (818292) 2013 MK17
- (818293) 2013 MG21
- (818294) 2013 NQ13
- (818295) 2013 NQ17
- (818296) 2013 NB20
- (818297) 2013 NC21
- (818298) 2013 NZ23
- (818299) 2013 NW24
- (818300) 2013 NJ25
- (818301) 2013 NN26
- (818302) 2013 NP28
- (818303) 2013 NM29
- (818304) 2013 NX29
- (818305) 2013 NS34
- (818306) 2013 NG35
- (818307) 2013 NK36
- (818308) 2013 NY37
- (818309) 2013 NW40
- (818310) 2013 NK41
- (818311) 2013 NZ41
- (818312) 2013 NZ44
- (818313) 2013 NS46
- (818314) 2013 NP50
- (818315) 2013 NH52
- (818316) 2013 NO60
- (818317) 2013 NH62
- (818318) 2013 NA63
- (818319) 2013 NN71
- (818320) 2013 NQ71
- (818321) 2013 NA73
- (818322) 2013 NL82
- (818323) 2013 OT
- (818324) 2013 OZ4
- (818325) 2013 OR6
- (818326) 2013 OW7
- (818327) 2013 OF8
- (818328) 2013 OH10
- (818329) 2013 ON12
- (818330) 2013 OS15
- (818331) 2013 OC16
- (818332) 2013 OE17
- (818333) 2013 PG1
- (818334) 2013 PG3
- (818335) 2013 PW3
- (818336) 2013 PV5
- (818337) 2013 PA12
- (818338) 2013 PP12
- (818339) 2013 PH15
- (818340) 2013 PE17
- (818341) 2013 PZ21
- (818342) 2013 PM26
- (818343) 2013 PZ29
- (818344) 2013 PV39
- (818345) 2013 PD42
- (818346) 2013 PG47
- (818347) 2013 PN48
- (818348) 2013 PE52
- (818349) 2013 PH54
- (818350) 2013 PO54
- (818351) 2013 PZ58
- (818352) 2013 PC62
- (818353) 2013 PW63
- (818354) 2013 PD65
- (818355) 2013 PY66
- (818356) 2013 PY71
- (818357) 2013 PZ74
- (818358) 2013 PJ75
- (818359) 2013 PT79
- (818360) 2013 PV82
- (818361) 2013 PT84
- (818362) 2013 PL87
- (818363) 2013 PV87
- (818364) 2013 PA88
- (818365) 2013 PX90
- (818366) 2013 PO91
- (818367) 2013 PZ101
- (818368) 2013 PL104
- (818369) 2013 PE105
- (818370) 2013 PK105
- (818371) 2013 PN105
- (818372) 2013 PD108
- (818373) 2013 PC118
- (818374) 2013 PS119
- (818375) 2013 PM125
- (818376) 2013 PC127
- (818377) 2013 PT131
- (818378) 2013 PG132
- (818379) 2013 QH
- (818380) 2013 QD3
- (818381) 2013 QV12
- (818382) 2013 QD15
- (818383) 2013 QA16
- (818384) 2013 QJ17
- (818385) 2013 QN22
- (818386) 2013 QN25
- (818387) 2013 QY31
- (818388) 2013 QV34
- (818389) 2013 QG43
- (818390) 2013 QD49
- (818391) 2013 QW51
- (818392) 2013 QE52
- (818393) 2013 QX63
- (818394) 2013 QJ73
- (818395) 2013 QJ75
- (818396) 2013 QA79
- (818397) 2013 QV79
- (818398) 2013 QJ80
- (818399) 2013 QF84
- (818400) 2013 QM85
- (818401) 2013 QJ92
- (818402) 2013 QH93
- (818403) 2013 QV95
- (818404) 2013 QQ96
- (818405) 2013 QT97
- (818406) 2013 QG98
- (818407) 2013 QM98
- (818408) 2013 QO98
- (818409) 2013 QT98
- (818410) 2013 QF99
- (818411) 2013 QZ99
- (818412) 2013 QH100
- (818413) 2013 QS100
- (818414) 2013 QN101
- (818415) 2013 QE102
- (818416) 2013 QL102
- (818417) 2013 QN104
- (818418) 2013 RQ
- (818419) 2013 RA1
- (818420) 2013 RS3
- (818421) 2013 RD4
- (818422) 2013 RZ7
- (818423) 2013 RF12
- (818424) 2013 RG13
- (818425) 2013 RB15
- (818426) 2013 RW16
- (818427) 2013 RC23
- (818428) 2013 RR23
- (818429) 2013 RS27
- (818430) 2013 RX36
- (818431) 2013 RZ40
- (818432) 2013 RA41
- (818433) 2013 RL42
- (818434) 2013 RP42
- (818435) 2013 RL49
- (818436) 2013 RR49
- (818437) 2013 RW49
- (818438) 2013 RR52
- (818439) 2013 RD54
- (818440) 2013 RA55
- (818441) 2013 RG56
- (818442) 2013 RS59
- (818443) 2013 RR65
- (818444) 2013 RY66
- (818445) 2013 RH69
- (818446) 2013 RG71
- (818447) 2013 RB72
- (818448) 2013 RL87
- (818449) 2013 RP88
- (818450) 2013 RL96
- (818451) 2013 RA99
- (818452) 2013 RA103
- (818453) 2013 RX103
- (818454) 2013 RO110
- (818455) 2013 RY110
- (818456) 2013 RY111
- (818457) 2013 RG112
- (818458) 2013 RP113
- (818459) 2013 RX113
- (818460) 2013 RA114
- (818461) 2013 RU114
- (818462) 2013 RX121
- (818463) 2013 RM129
- (818464) 2013 RP132
- (818465) 2013 RF133
- (818466) 2013 RX135
- (818467) 2013 RM136
- (818468) 2013 RB137
- (818469) 2013 RS137
- (818470) 2013 RF140
- (818471) 2013 RT140
- (818472) 2013 RW140
- (818473) 2013 RL143
- (818474) 2013 RT143
- (818475) 2013 RH145
- (818476) 2013 RA150
- (818477) 2013 RU151
- (818478) 2013 RT152
- (818479) 2013 RT163
- (818480) 2013 SW5
- (818481) 2013 SN6
- (818482) 2013 SA10
- (818483) 2013 SS10
- (818484) 2013 SL11
- (818485) 2013 SJ17
- (818486) 2013 SB18
- (818487) 2013 SJ20
- (818488) 2013 SM21
- (818489) 2013 SZ21
- (818490) 2013 SV25
- (818491) 2013 SY27
- (818492) 2013 SN28
- (818493) 2013 SB29
- (818494) 2013 SW29
- (818495) 2013 SK35
- (818496) 2013 SL38
- (818497) 2013 SC40
- (818498) 2013 SK40
- (818499) 2013 SB42
- (818500) 2013 SO44
- (818501) 2013 ST45
- (818502) 2013 SL47
- (818503) 2013 ST56
- (818504) 2013 SK57
- (818505) 2013 SX58
- (818506) 2013 SG61
- (818507) 2013 SF77
- (818508) 2013 SU82
- (818509) 2013 SN85
- (818510) 2013 SU90
- (818511) 2013 SM95
- (818512) 2013 SB100
- (818513) 2013 SM101
- (818514) 2013 SU102
- (818515) 2013 SU103
- (818516) 2013 SY104
- (818517) 2013 SL105
- (818518) 2013 SP105
- (818519) 2013 SZ107
- (818520) 2013 SM109
- (818521) 2013 ST109
- (818522) 2013 SC110
- (818523) 2013 ST110
- (818524) 2013 TH2
- (818525) 2013 TN7
- (818526) 2013 TD8
- (818527) 2013 TB17
- (818528) 2013 TC17
- (818529) 2013 TC20
- (818530) 2013 TW20
- (818531) 2013 TY23
- (818532) 2013 TC24
- (818533) 2013 TD26
- (818534) 2013 TA29
- (818535) 2013 TZ34
- (818536) 2013 TH37
- (818537) 2013 TF40
- (818538) 2013 TR40
- (818539) 2013 TB45
- (818540) 2013 TG52
- (818541) 2013 TL52
- (818542) 2013 TV60
- (818543) 2013 TE61
- (818544) 2013 TG62
- (818545) 2013 TD66
- (818546) 2013 TU84
- (818547) 2013 TC89
- (818548) 2013 TT90
- (818549) 2013 TH96
- (818550) 2013 TB99
- (818551) 2013 TB109
- (818552) 2013 TJ109
- (818553) 2013 TG124
- (818554) 2013 TR126
- (818555) 2013 TN128
- (818556) 2013 TF129
- (818557) 2013 TK134
- (818558) 2013 TW134
- (818559) 2013 TK136
- (818560) 2013 TE138
- (818561) 2013 TJ142
- (818562) 2013 TW146
- (818563) 2013 TJ149
- (818564) 2013 TV156
- (818565) 2013 TB160
- (818566) 2013 TD160
- (818567) 2013 TO160
- (818568) 2013 TO165
- (818569) 2013 TW165
- (818570) 2013 TX167
- (818571) 2013 TZ167
- (818572) 2013 TJ169
- (818573) 2013 TG173
- (818574) 2013 TP173
- (818575) 2013 TD174
- (818576) 2013 TK176
- (818577) 2013 TD178
- (818578) 2013 TD179
- (818579) 2013 TD182
- (818580) 2013 TO182
- (818581) 2013 TA183
- (818582) 2013 TJ183
- (818583) 2013 TC184
- (818584) 2013 TQ186
- (818585) 2013 TW186
- (818586) 2013 TH188
- (818587) 2013 TZ189
- (818588) 2013 TM192
- (818589) 2013 TU192
- (818590) 2013 TX192
- (818591) 2013 TV194
- (818592) 2013 TH195
- (818593) 2013 TH196
- (818594) 2013 TE197
- (818595) 2013 TC198
- (818596) 2013 TD198
- (818597) 2013 TW198
- (818598) 2013 TS201
- (818599) 2013 TW201
- (818600) 2013 TQ202
- (818601) 2013 TJ203
- (818602) 2013 TS203
- (818603) 2013 TT203
- (818604) 2013 TF205
- (818605) 2013 TJ205
- (818606) 2013 TN205
- (818607) 2013 TU205
- (818608) 2013 TZ209
- (818609) 2013 TL219
- (818610) 2013 TA221
- (818611) 2013 TP222
- (818612) 2013 TN224
- (818613) 2013 TR239
- (818614) 2013 TS242
- (818615) 2013 TB244
- (818616) 2013 TA248
- (818617) 2013 TJ248
- (818618) 2013 TV285
- (818619) 2013 UT
- (818620) 2013 UZ1
- (818621) 2013 UJ2
- (818622) 2013 UK2
- (818623) 2013 UV2
- (818624) 2013 UA6
- (818625) 2013 UO10
- (818626) 2013 UR10
- (818627) 2013 UK13
- (818628) 2013 UG19
- (818629) 2013 UB20
- (818630) 2013 UE22
- (818631) 2013 UF24
- (818632) 2013 UN24
- (818633) 2013 UH25
- (818634) 2013 UR25
- (818635) 2013 UD26
- (818636) 2013 UR30
- (818637) 2013 UL31
- (818638) 2013 UW31
- (818639) 2013 UZ33
- (818640) 2013 UK34
- (818641) 2013 UC35
- (818642) 2013 UD35
- (818643) 2013 UD38
- (818644) 2013 UG40
- (818645) 2013 UD41
- (818646) 2013 UW41
- (818647) 2013 UA42
- (818648) 2013 UE45
- (818649) 2013 UA56
- (818650) 2013 VB
- (818651) 2013 VY4
- (818652) 2013 VH5
- (818653) 2013 VT6
- (818654) 2013 VY8
- (818655) 2013 VB9
- (818656) 2013 VU11
- (818657) 2013 VY16
- (818658) 2013 VQ17
- (818659) 2013 VO24
- (818660) 2013 VP24
- (818661) 2013 VR24
- (818662) 2013 VD27
- (818663) 2013 VM31
- (818664) 2013 VP31
- (818665) 2013 VE32
- (818666) 2013 VH32
- (818667) 2013 VP32
- (818668) 2013 VX32
- (818669) 2013 VG33
- (818670) 2013 VM33
- (818671) 2013 VP34
- (818672) 2013 VG36
- (818673) 2013 VU36
- (818674) 2013 VE37
- (818675) 2013 VM37
- (818676) 2013 VU38
- (818677) 2013 VT41
- (818678) 2013 VV41
- (818679) 2013 VC42
- (818680) 2013 VL42
- (818681) 2013 VS42
- (818682) 2013 VK43
- (818683) 2013 VX44
- (818684) 2013 VU45
- (818685) 2013 VB46
- (818686) 2013 VN52
- (818687) 2013 VD58
- (818688) 2013 VB59
- (818689) 2013 VH64
- (818690) 2013 VZ66
- (818691) 2013 VB69
- (818692) 2013 VF69
- (818693) 2013 VY75
- (818694) 2013 VU77
- (818695) 2013 VS84
- (818696) 2013 WC5
- (818697) 2013 WS8
- (818698) 2013 WN13
- (818699) 2013 WO14
- (818700) 2013 WM19
- (818701) 2013 WM25
- (818702) 2013 WV25
- (818703) 2013 WP27
- (818704) 2013 WK30
- (818705) 2013 WT36
- (818706) 2013 WZ36
- (818707) 2013 WJ37
- (818708) 2013 WC40
- (818709) 2013 WF43
- (818710) 2013 WH45
- (818711) 2013 WM48
- (818712) 2013 WE53
- (818713) 2013 WA56
- (818714) 2013 WY56
- (818715) 2013 WX60
- (818716) 2013 WU67
- (818717) 2013 WE71
- (818718) 2013 WP71
- (818719) 2013 WL72
- (818720) 2013 WV76
- (818721) 2013 WW77
- (818722) 2013 WC79
- (818723) 2013 WN83
- (818724) 2013 WB85
- (818725) 2013 WQ89
- (818726) 2013 WK95
- (818727) 2013 WD97
- (818728) 2013 WY101
- (818729) 2013 WU102
- (818730) 2013 WQ104
- (818731) 2013 WZ106
- (818732) 2013 WK108
- (818733) 2013 WT111
- (818734) 2013 WV111
- (818735) 2013 WE114
- (818736) 2013 WO114
- (818737) 2013 WP114
- (818738) 2013 WU114
- (818739) 2013 WB115
- (818740) 2013 WD115
- (818741) 2013 WP115
- (818742) 2013 WU116
- (818743) 2013 WU117
- (818744) 2013 WD118
- (818745) 2013 WN118
- (818746) 2013 WU118
- (818747) 2013 WE119
- (818748) 2013 WJ119
- (818749) 2013 WR120
- (818750) 2013 WJ124
- (818751) 2013 WW126
- (818752) 2013 WH127
- (818753) 2013 WH128
- (818754) 2013 WP130
- (818755) 2013 WV132
- (818756) 2013 WW133
- (818757) 2013 WY133
- (818758) 2013 WQ134
- (818759) 2013 WG136
- (818760) 2013 WZ143
- (818761) 2013 XZ2
- (818762) 2013 XL3
- (818763) 2013 XE10
- (818764) 2013 XQ10
- (818765) 2013 XT12
- (818766) 2013 XE13
- (818767) 2013 XD19
- (818768) 2013 XH26
- (818769) 2013 XK27
- (818770) 2013 XR28
- (818771) 2013 XB29
- (818772) 2013 XD29
- (818773) 2013 XJ29
- (818774) 2013 XQ29
- (818775) 2013 XY29
- (818776) 2013 XB30
- (818777) 2013 XC30
- (818778) 2013 XK30
- (818779) 2013 XP30
- (818780) 2013 XB31
- (818781) 2013 XN31
- (818782) 2013 XE32
- (818783) 2013 XT33
- (818784) 2013 XO36
- (818785) 2013 XG37
- (818786) 2013 XX37
- (818787) 2013 XC39
- (818788) 2013 XS40
- (818789) 2013 XW40
- (818790) 2013 YE4
- (818791) 2013 YS6
- (818792) 2013 YY10
- (818793) 2013 YO11
- (818794) 2013 YJ12
- (818795) 2013 YV14
- (818796) 2013 YY17
- (818797) 2013 YW19
- (818798) 2013 YA24
- (818799) 2013 YG24
- (818800) 2013 YN25
- (818801) 2013 YQ25
- (818802) 2013 YO26
- (818803) 2013 YW26
- (818804) 2013 YD27
- (818805) 2013 YJ27
- (818806) 2013 YM28
- (818807) 2013 YS29
- (818808) 2013 YU33
- (818809) 2013 YL35
- (818810) 2013 YY37
- (818811) 2013 YP40
- (818812) 2013 YG42
- (818813) 2013 YJ44
- (818814) 2013 YM44
- (818815) 2013 YC46
- (818816) 2013 YR50
- (818817) 2013 YB55
- (818818) 2013 YM56
- (818819) 2013 YK57
- (818820) 2013 YP58
- (818821) 2013 YV61
- (818822) 2013 YN63
- (818823) 2013 YW64
- (818824) 2013 YF71
- (818825) 2013 YG71
- (818826) 2013 YR71
- (818827) 2013 YA73
- (818828) 2013 YU73
- (818829) 2013 YW74
- (818830) 2013 YZ74
- (818831) 2013 YO79
- (818832) 2013 YA81
- (818833) 2013 YK81
- (818834) 2013 YL82
- (818835) 2013 YD87
- (818836) 2013 YC88
- (818837) 2013 YN88
- (818838) 2013 YF92
- (818839) 2013 YR93
- (818840) 2013 YX93
- (818841) 2013 YN98
- (818842) 2013 YB103
- (818843) 2013 YN104
- (818844) 2013 YG107
- (818845) 2013 YC110
- (818846) 2013 YV112
- (818847) 2013 YU113
- (818848) 2013 YH114
- (818849) 2013 YX120
- (818850) 2013 YP129
- (818851) 2013 YR131
- (818852) 2013 YJ137
- (818853) 2013 YN138
- (818854) 2013 YB139
- (818855) 2013 YH139
- (818856) 2013 YA143
- (818857) 2013 YJ147
- (818858) 2013 YK149
- (818859) 2013 YP151
- (818860) 2013 YU155
- (818861) 2013 YP156
- (818862) 2013 YN157
- (818863) 2013 YD159
- (818864) 2013 YS160
- (818865) 2013 YW160
- (818866) 2013 YJ161
- (818867) 2013 YC163
- (818868) 2013 YT165
- (818869) 2013 YF166
- (818870) 2013 YQ168
- (818871) 2013 YU173
- (818872) 2013 YN175
- (818873) 2014 AP2
- (818874) 2014 AV5
- (818875) 2014 AQ11
- (818876) 2014 AX15
- (818877) 2014 AJ16
- (818878) 2014 AH23
- (818879) 2014 AC25
- (818880) 2014 AU28
- (818881) 2014 AF29
- (818882) 2014 AC32
- (818883) 2014 AG32
- (818884) 2014 AH32
- (818885) 2014 AQ34
- (818886) 2014 AF39
- (818887) 2014 AZ39
- (818888) 2014 AP44
- (818889) 2014 AD45
- (818890) 2014 AS45
- (818891) 2014 AM49
- (818892) 2014 AO53
- (818893) 2014 AM54
- (818894) 2014 AY54
- (818895) 2014 AV55
- (818896) 2014 AD56
- (818897) 2014 AV60
- (818898) 2014 AA61
- (818899) 2014 AO62
- (818900) 2014 AP62
- (818901) 2014 AH64
- (818902) 2014 AD65
- (818903) 2014 AB68
- (818904) 2014 AH68
- (818905) 2014 AA69
- (818906) 2014 AG69
- (818907) 2014 AU69
- (818908) 2014 AB70
- (818909) 2014 AL70
- (818910) 2014 AW71
- (818911) 2014 AX73
- (818912) 2014 AM74
- (818913) 2014 AZ74
- (818914) 2014 BF
- (818915) 2014 BD1
- (818916) 2014 BP1
- (818917) 2014 BP4
- (818918) 2014 BB6
- (818919) 2014 BC9
- (818920) 2014 BB14
- (818921) 2014 BG16
- (818922) 2014 BX17
- (818923) 2014 BZ18
- (818924) 2014 BO19
- (818925) 2014 BM32
- (818926) 2014 BH33
- (818927) 2014 BQ37
- (818928) 2014 BT39
- (818929) 2014 BS49
- (818930) 2014 BE52
- (818931) 2014 BB68
- (818932) 2014 BP70
- (818933) 2014 BX70
- (818934) 2014 BB72
- (818935) 2014 BC74
- (818936) 2014 BD75
- (818937) 2014 BP76
- (818938) 2014 BS76
- (818939) 2014 BO77
- (818940) 2014 BR78
- (818941) 2014 BA81
- (818942) 2014 BE83
- (818943) 2014 BW84
- (818944) 2014 BQ85
- (818945) 2014 BY87
- (818946) 2014 BH94
- (818947) 2014 CP1
- (818948) 2014 CD5
- (818949) 2014 CO5
- (818950) 2014 CW6
- (818951) 2014 CB10
- (818952) 2014 CV12
- (818953) 2014 CN14
- (818954) 2014 CQ18
- (818955) 2014 CD24
- (818956) 2014 CL26
- (818957) 2014 CD27
- (818958) 2014 CY28
- (818959) 2014 CT29
- (818960) 2014 CZ30
- (818961) 2014 CL32
- (818962) 2014 CA33
- (818963) 2014 CX37
- (818964) 2014 CA39
- (818965) 2014 DM
- (818966) 2014 DU
- (818967) 2014 DU2
- (818968) 2014 DJ4
- (818969) 2014 DJ8
- (818970) 2014 DX9
- (818971) 2014 DG11
- (818972) 2014 DC18
- (818973) 2014 DU21
- (818974) 2014 DV21
- (818975) 2014 DD22
- (818976) 2014 DK22
- (818977) 2014 DE29
- (818978) 2014 DF29
- (818979) 2014 DG39
- (818980) 2014 DZ39
- (818981) 2014 DY42
- (818982) 2014 DZ46
- (818983) 2014 DW47
- (818984) 2014 DK48
- (818985) 2014 DK49
- (818986) 2014 DZ49
- (818987) 2014 DZ54
- (818988) 2014 DJ56
- (818989) 2014 DN56
- (818990) 2014 DG57
- (818991) 2014 DK58
- (818992) 2014 DK65
- (818993) 2014 DN65
- (818994) 2014 DO67
- (818995) 2014 DZ71
- (818996) 2014 DN75
- (818997) 2014 DA78
- (818998) 2014 DJ81
- (818999) 2014 DU81
- (819000) 2014 DE82